# نثر عربي
النثر العربي هو كل نثر أدبي مكتوب باللغة العربية، وهو يعد بالإضافة إلى الشعر العربي من الأشكال الأدبية للكتابة قد يكون فيه سمات جمالية كالطباق والسجع وغيرها، وتعتبر معظم الأعمال الأدبية نثرا.
يتكون النثر من الكتابة التي لا تلتزم بأية هياكل رسمية خاصة (غير القواعد النحوية) أو هو كتابة غير شعرية. النثر هو الكتابة ببساطة عن شيء دون المحاولة بالضرورة أن يكون ذلك بطريقة جميلة، أو باستخدام الكلمات الجميلة. كتابة النثر يمكن بالطبع أن تتخذ شكلاً جميلاً ليس بفضل الميزات البلاغية التجميلية للكلمات (القوافي، الجناس ) ولكن بدلا من ذلك استخدام النمط، والتنسيب، أو إدراج الرسومات.
هناك منطقة واحدة من التداخل هي «شعر النثر» والذي يحاول أن ينقل المعلومة و الفكرة باستخدام النثر فقط مع إثراء الجمالية النموذجية للشعر.

## تاريخ النثر العربي
لم يصل إلينا من النثر الجاهلي ـ على كثرته ـ إلا ما علق في أذهان الرواة من نفائس الخطب والأمثال، وشيءٌ من سجع الكهان. ومن الواضح أن النثر أسبق من الشعر في الوجود؛ وذلك لأن النثر ليس إلا ترقيماً لما يتبادل بين الناس من كلام. إذاً لا نستطيع أن نرضخ بسهولة لقول القائل: إن العرب لم يعرفوا النثر الفني قبل الإسلام، ولابد أنه كانت هناك استعمالات واسعة للنثر، ككتابة العقود، وتبادل الرسائل بين القبائل.
ومن خصائص النثر الجاهلي الذي وصلنا أنه خالٍ من التأنق والتعقيد، جارٍ مع الطبع البدوي الساذج، قويّ اللفظ، متين التركيب، قصير الجملة، موجز الأسلوب. وهذا ما حدا بالدكتور شوقي ضيف أن يسمّي هذا النوع من الكتابة بمذهب الصنعة.
ولما ظهر الإسلام ظهرت صفحة جديدة في النثر العربي. اتسعت الخطابة في العصر الإسلامي اتساعاً شديداً، متأثرةً بالحوادث الدينيّة والسياسية التي كانت قد طرأت على العالم العربي آنذاك. كما كثر استعمال الكتابة الفنّية في هذا العصر، وأخذت ترقى وتنضج، وامتزاج العرب مع غيرهم من الأمم. ولكن مع كل هذه التحولات ظل مذهب الصنعة مسيطراً على النثر العربي، ولم يتحلَّل من قيوده، ولم تختلف خصائصه كثيراً عن خصائص النثر الجاهلي.
وفي العصر العباسي برزت طائفة من الكتاب تعنى بالمؤلَّفات الطويلة المفصَّلة؛ إما ترجمةً، كابن المقفع؛ وإما تأليفاً، كسهل بن هارون، والجاحظ، وقد التزم هؤلاء مذهب الصنعة أيضاً. ولكننا عندما ننتقل إلى كتّاب الدواوين في هذا العصر نجدهم قد أبدعوا أسلوباً جديداً في الكتابة يعنى عناية بالغة بالزخرف والتأنق، وأطلق الدكتورشوقي ضيف على هذا النوع من الكتابة مذهب التصنيع؛ لاعتماده بشكل كبير على السجع والبديع والمحسنات اللفظيّة. واستحدث هذا المذهب ابن الحميد، وتبعه جماعة من الكتّاب؛ لموافقته ذوق العصر العباسي الذي يتّسم بالدعة والترف. ومن هؤلاء الكتّاب ابن العميد، الذي تمّ هذا النوع من الكتابة عل يده
وفي أواخر القرن الرابع؛ وفقاً لما وصلت إليه الحضارة العربيّة من رقيّ وتعقيد، ظهر مذهب جديد في النثر العربي، يقوم على تصعيب طرق الأداء والتعبير وتعقيدها، حتى صار هذا النوع من الكتابة عند بعض الأدباء غاية تقصد لذاتها. ظهرت طلائع هذا المذهب، الذي سماه شوقي ضيف بمذهب التصنُّع، في كتابات الخوارزمي، وبديع الزمان؛ وبلغ أوجه في مؤلَّفات أبي العلاء المعري.
وظل مذهب التصنع يحتكر صناعة النثر في البلاد العربيّة والإسلاميّة، ولم يظهر إلى الوجود مذهب بعده، بل كل من جاء بعد أبي العلاء من الكتّاب لم يكن إلاّ مقلّداً لمن سبقوه، وخمدت جذوة الإبداع عند أدباء العرب، واستمرّ النثر ينتقل من أديب مقلِّد إلى آخر أسوأ منه، حتى وصل إلى الحضيض في العصر العثماني.
وبالرغم من ذلك ظهر في عصر الانحطاط كتاب خرجوا على الأطوار السائدة، وألَّفوا كتباً مرسلةً خالية من التعقيد والصناعات اللفظية، بل كانوا دعاةً لتجديد النثر. ومن هؤلاء الكتّاب ابن خلدون، ومقدمته كلها تشهد له بالبيان والوضوح. ومن ثورته على هذا النثر المعقّد ما جاء في مقدمته: «وقد استعمل المتأخرون أساليب الشعر وموازينه في المنثور، من كثرة الأسجاع، والتزام التقفية، وتقديم النسيب بين يدي الأغراض. والمنثورُ إذا تأملْته من باب الشعر وفنّه، ولم يفترقا إلا في الوزن. واستمر المتأخِّرون من الكتّاب على هذه الطريقة، واستعملوها في المخاطبات السلطانيّة، وقصروا الاستعمال في هذا المنثور كله على هذا الفنّ الذي ارتضوه، وخلطوا الأساليب فيه، وهجروا المرسل وتناسوه، وخصوصاً أهل المشرق. وصارت المخاطباتُ السُّلطانيَةُ لهذا العهد عند الكتّاب الغُفلِ جارية على هذا الأسلوب".
ومن هؤلاء الثوار على النثر المصنوع القلقشندي، صاحب «صبح الأعشى في صناعة الإنشا». فقد تجنّب الأسجاع والترصيع والولوع بالبديع، وتخلّى عن التعقيد، إلاّ نادراً. فكتابه «صبح الأعشى» أكثره مرسل، إلا النادر القليل، كمقدمة الكتاب التي جاءت مسجعة.

## نثر تفصيلي
لما اتسعت رقعة الدولة العربية الإسلامية ، ظهرت كتابة الرسائل والعهود في أول أمرها على أساس الإيجاز، ثم أصبحت تفصيلية تجري علية الإدارة وأمور الجيوش والخراج . فبرزت مؤسسات إدارية مثل : ديوان الخراج، ديوان الخاتم لتسجيل رسائل الخليفة وختمها حتى لا يطلع عليها أحد سوى المرسل إليه، وديوان الرسائل لكتابة رسائل الخليفة.
ولكن أول من حضر تفوقه في صناعة الكتابة التفصيلية هو ( أبو العلاء سالم مولى هشام بن عبد الملك ) الذي كان يجيد العربية واليونانية ، ثم تلميذهُ ( عبد الحميد بن يحيى ) الذي نقل تقاليد الفرس إلى الكتابة العربية، وصار إمام في هذه الصناعة حتى لقِّب «بالكاتب» تعضيما لشأنه . هذا 

## من أعلام أدب النثر العربي الحديث
- طه حسين
- مصطفى المنفلوطي
- مصطفى صادق الرافعي

## مواضيع متعلقة
- شعر عربي
- قصيدة النثر